# 부르크홀데리아 세파시아 컴플렉스
부르홀데리아 세파시아 컴플렉스(Burkholderia cepacia complex, BCC, Burkholderia cepacia)는 카탈레이스 생성, 유당 비 발효, 그람 음성균 그룹으로 B.cepacia, B.multivorans, B.cenocepacia, B.vietnamiensis, B.stabilis, B.ambifaria, B.dolosa, B.anthina, B.pyrrocinia, B.ubonensis 등 최소 20개의 세균 종을 포함한다. B.cepacia는 기저 폐 질환(낭포성 섬유증 또는 만성 육아종 질환 등)이 있는 면역결핍질환 환자에서 가장 흔히 폐렴을 일으키는 기회감염 병원체이다. 겸상 적혈구 혈색소병증이 있는 환자도 위험하다. BCC는 또한 어린 양파와 담배식물을 공격하고 기름을 소화하는 능력이 있다. 부르크홀데리아 세파시아는 또한 해양 환경(해양 스폰지)에서 발견되며 부르크홀데리아 세파시아의 일부 균주는 높은 염도에서도 견딘다. 폴 등의 연구(2021)에서 방글라데시 벵골만에 위치한 세인트 마틴 섬의 해면동물에서 부르크홀데리아 세파시아 균주를 분리하고 생화학적 특성을 파악했다.

## 병원성
BCC 유기체는 일반적으로 물과 토양에서 발견되며 습한 환경에서 장기간 생존할 수 있다. 상대적으로 약한 독성을 나타낸다. 독성 요인에는 플라스틱 표면(의료 기기의 표면 포함) 부착 및 엘라스타제(elastase) 및 젤라티나제(gelatinase)와 같은 여러 효소 생성이 포함된다. 또한 호중구의 공격에서 살아남는 능력도 이와 관련이 있을것으로 추정된다.
사람 간의 전파가 알려져 있다. 그 결과 많은 병원, 진료소 및 캠프에서 BCC에 감염된 사람들에 대해 엄격한 격리 예방 조치를 취했다. BCC 감염은 폐 기능의 급속한 저하로 이어져 사망에 이를 수 있기 때문에 감염된 개인은 종종 감염되지 않은 환자와 별도의 영역에서 치료를 받아 확산을 제한한다.

## 진단
BCC의 진단은 가래 또는 혈액과 같은 임상 표본에서 박테리아를 배양하는 것을 이용한다. BCC 유기체는 아미노글리코사이드 및 폴리믹신 B를 비롯한 많은 일반적인 항생제에 자연적으로 내성이 있다. 그래서 유기체의 식별에 이용된다. 이 유기체는 일반적으로 그람 양성 구균의 성장을 억제하기 위해 크리스탈 바이올렛과 담즙염을 함유하는 부르크홀데리아 세파시아 한천배지 (BC 배지)에서 배양되고, 다른 그람 음성 간균의 성장을 억제하기 위해 티카실린(ticarcillin)과 폴리믹신 B(polymyxin B)가 포함된다. 또한 페놀레드 pH 지시약을 함유하고 있어 박테리아가 증식할 때 생성되는 알칼리성 부산물과 반응하면 분홍색으로 변한다. 
또는 산화-발효 폴리믹신-바시트라신-락토오스(OFPBL) 한천배지를 사용할 수 있다. OFPBL은 폴리믹신(녹농균을 포함한 대부분의 그람 음성 박테리아를 죽임)과 바시트라신(대부분의 그람 양성균 및 나이세리아 종을 죽임)을 포함한다. 또한 유당을 함유하고 있으며 유당을 발효하지 않는 BCC와 같은 유기체는 pH 지시약을 노란색으로 변색시켜 칸디다 종, 슈도모나스 플루오레센스 및 스테노트로포모나스 종과 같은 OFPBL 한천에서 자랄 수 있는 다른 유기체와 구별하는 데 도움이 된다.

## 치료
치료에는 일반적으로 여러 항생제가 포함되며 세프타지딤, 미노사이클린, 피페라실린, 메로페넴, 클로람페니콜 및 트리메토프림/설파메톡사졸 (코-트리목사졸)이 포함될 수 있다. 코-트리목사졸은 일반적으로 부르크홀데리아 세파시아 감염에 대한 선택 약물로 간주되었지만 세프타지딤, 미노사이클린, 피페라실린 및 메로페넴은 환자의 과민 반응이나 불내성, 또는 세균의 항생제에 대한 내성이 있을 수 있어 투여하지 않는다. 세프타지딤/아비박탐(ceftazidime-avibactam) 또는 세프토로잔/타조박탐(ceftolozane-tazobactam)과 같은 새로운 베타-락탐/베타-락타마제 조합도 효과적일 수 있다. 부르크홀데리아 세파시아(Burkholderia cepacia)는 본질적으로 콜리스틴에 내성이 있고 일반적으로 아미노글리코사이드에 내성이 있다.
낭포성 섬유증이 있는 사람의 경우 폐 기능 또는 흉부 감염 측면에서 지속적 흡입 아즈트레오남 라이신(AZLI)을 사용한 장기간 항생제 치료의 효과에 대한 증거가 충분하지 않다.

## 역사
B.cepacia는 1949년 워터 벌콜더(Walter Burkholder)에 의해 양파 피부 부패의 원인으로 발견되었으며 1950년대에 인간 병원체로 처음 기록되었다. 슈도모나스 세파시아(Pseudomonas cepacia)로 알려진 1977년에 낭포성 섬유증(CF) 환자에서 처음 분리되었다. 1980년대에 낭포성 섬유증을 가진 환자에게서 B.cepacia의 발병은 35%의 사망률과 관련이 있었다. B.cepacia는 대장균의 두 배 크기의 게놈을 가지고 있다. 

## 같이 보기
- 포비돈-아이오딘